# Flora Sinensis
Flora Sinensis (с лат. — «Флора Китая») — одна из первых европейских книг о природе Восточной Азии, в частности Китая. Книга была написана миссионером-иезуитом Михалом Боймом из Речи Посполитой, проведшем долгое время в Китае. Издана была на латинском языке в Вене в 1656 году.
Михал Бойм один из первых европейских исследователей, который совершил две поездки в Китай. В ходе первого посещения Китая, во время пребывания на Хайнане, составил описания ряда растений и животных, сопроводив некоторые описания рисунками. Особое внимание Бойм уделял целебным свойствам китайских растений. Считается, что Flora Sinensis стала первой ботанической работой, которая использовала название «Флора» в современном смысле, как описание растительного мира отдельного региона. Вопреки названию, содержит также описания животных и даже археологических достопримечательностей, не имеющих отношения к Китаю. Так, книга содержит изображения гиппопотама, которого Бойм видел во время путешествия у берегов Африки по пути в Восточную Азию.
Бойм, видимо, передал рукопись издателю и не принимал непосредственного участия в публикации книги, что может объяснить ряд ошибок и неточностей, содержащихся в издании. Вероятно, автор получил экземпляр книги только в 1658 году. Работа была опубликована по случаю коронации Леопольда I, как короля Венгрии, и включает посвящение ему.